# واکسن کووید-۱۹
واکسن بیماری کروناویروس ۲۰۱۹ (به انگلیسی: COVID‑19 vaccine) واکسن‌هایی هستند که با هدف ایجاد ایمنی اکتسابی علیه بیماری کروناویروس ۲۰۱۹ (کووید‑۱۹) در حال طراحی، ساخت یا تولید هستند. اقداماتی که در گذشته به منظور تهیهٔ واکسن علیه بیماری‌های کروناویروسی مانند نشانگان تنفسی حاد و نشانگان تنفسی خاورمیانه انجام شد باعث افزایش اطلاعات در مورد ساختار و عملکرد کروناویروس‌ها شده‌است. این اطلاعات به دانشمندان کمک می‌کند که با سرعتی بالاتر از حد معمول، واکسن‌هایی متعد و نوآورانه برای مقابله با کووید‑۱۹ طراحی و تولید کنند.

وضعیت مجوز استفاده از واکسن‌های کووید-۱۹ در کشورهای مختلف
تأیید شده برای استفاده عمومی، واکسیناسیون دسته جمعی در حال انجام است
مجوز استفاده اضطراری (یا معادل آن) واکسیناسیون دسته جمعی در حال انجام است
EUA granted, limited vaccination
Approved for general use, mass vaccination planned
EUA granted, mass vaccination planned
EUA pending

تا ۲۸ ژانویهٔ سال ۲۰۲۱ تعداد ۶۹ واکسن پیشنهادی در مرحلهٔ کارازمایی بالینیقرار گرفت که شامل ۴۳ واکسن در فازهای ۱ و ۲ و ۲۶ واکسن در فازهای ۲ و ۳ می‌شد. در فاز ۳ چندین واکسن پیشنهادی دارای تأثیری ۹۵درصدی در جلوگیری از ابتلا به کووید-۱۹ گزارش شده‌اند. تا آوریل ۲۰۲۱ تعداد ۱۷ واکسن، حداقل از یک کشور مجوز استفاده درمانی برای تزریق و استفادهٔ عمومی را دریافت کرده‌اند. این واکسن‌ها شامل ۲ واکسن RNA (واکسن کووید-۱۹ فایزر و واکسن کووید-۱۹ مدرنا)، ۸ واکسن ویروس غیرفعال (کروناواک،) سینوفارم، کوواکسین، کووی‌واک، Minhai-Kangtai, QazVac و WIBP-CorV و بی‌بی‌آی‌بی‌پی-کروی)، ۶ واکسن ناقل ویروسی (اسپوتنیک V، اسپوتنیک لایت، جانسون اند جانسون، Convidecia و آکسفورد-آسترازنکا) و ۲ واکسن پپتیدی (EpiVacCorona و RBD-Dimer) هستند. بسیاری از کشورها اولویت دریافت واکسن را به گروه‌های جمعیتی با خطر بالا مانند افراد مسن و افراد در معرض ابتلا مانند کادر درمانی اختصاص داده‌اند. طبق آمار رسمی تا ۶ ژوئن ۲۰۲۱ حدود ۲/۱۵ میلیارد دوز واکسن در سراسر دنیا به افراد تزریق شده‌است. فایزر، مدرنا و آسترازنکا پیش‌بینی کرده‌اند که تا پایان سال ۲۰۲۱ می‌توانند ۵/۳ میلیارد دوز واکسن تولید کنند که این تعداد می‌تواند حدود ۳ میلیارد نفر را واکسینه کند. تا ماه دسامبر ۲۰۲۰ بیش از ۱۰ میلیارد دوز واکسن توسط کشورهای مختلف، پیش سفارش شد. حدود نیمی از این تعداد توسط کشورهای ثروتمندی خریداری شده‌اند که در مجموع تنها ۱۴ درصد از جمعیت دنیا را شامل می‌شوند.

## تاریخچه
تا ماه اکتبر ۲۰۲۰، بیش از ۳۲۱ واکسن کاندید در سطح جهان در حال توسعه بودند. که ۲٫۵ برابر نسبت به آوریل آن سال بود. در نوامبر، ۵۶ واکسن کاندید در حال پژوهش بالینی بودند: ۴۱ واکسن در فاز آزمایش‌های ۱–۲ و ۱۵ تا فاز 2-3. در نوامبر ۲۰۲۰، فایزر مدرنا دانشگاه آکسفورد (در همکاری با آسترازنکا), نتایج مثبتی از تحلیل‌های آزمایش‌های مقدماتی فاز ۳ واکسن شان اعلام کردند.
سازمان جهانی بهداشت (WHO)، ائتلاف نوآوری‌های آمادگی همه‌گیری (CEPI) و بنیاد بیل و ملیندا گیتس (GF) برای این احتمال که واکسن‌های متعددی به منظور جلوگیری از از ادامه بیماری کووید-۱۹ مورد نیاز خواهد بود متعهد پول و منابع سازمانی شده‌اند.
در فوریه سال ۲۰۲۰، سازمان بهداشت جهانی (WHO) اعلام کرد که انتظار نمی‌رود واکسنی علیه کووید-۱۹، در مدت کمتر از ۱۸ ماه عرضه شود. نظر ائتلاف برای نوآوری‌های آمادگی اپیدمی (CEPI) که برای سرمایه‌گذاری سریع و توسعه کاندیداهای واکسن، یک صندوق ۲ دلار آمریکا میلیارد دلاری در سراسر جهان سازماندهی می‌کند در ماه آوریل حاکی از آن بود که واکسنی تحت پروتکل‌های استفادهٔ اضطراری در کمتر از ۱۲ ماه یا در اوایل سال ۲۰۲۱ ممکن است در دسترس باشد.
تا ماه مه، ۱۲۰ نامزد واکسن در حال توسعه بودند، که پنج تا در فاز مطالعات ایمنی و کارایی در افراد انسانی I-II، و شش تا در فاز I آزمایش‌ها بودند.

## وضعیت آزمایش و مجوز

### واکسن‌های مجاز و تأیید شده
نهادهای ملی تاکنون به نه واکسن، جواز استفاده اضطراری داده‌اند. سه تا از این‌ها از سوی نهادهای نظارتی سختگیر تأیید شدند
| واکسن، توسعه دهنده/حامی                                                                                               | فناوری                                                                               | فاز در جریان (شرکت کنندگان) | فاز تکمیل شده (شرکت کنندگان) | جواز |
| --- | ------------------------------------------------------------------------------------ | --- | --- | --- |
| واکسن کووید-۱۹ فایزر–بیوان‌تک (Comirnaty) بیوان‌تک، فایزر، داروسازی فوسان                                               | واکسن ریبونوکلئیک اسید (modRNA به صورت کپسول در نانو ذره‌های لیپیدی)                  | فاز III ‏(۴۳,۴۴۸) تصادفی، کنترل شده با پلاسیبو. نتایج مثبت در تحلیل موقت در ۱۸ نوامبر ۲۰۲۰ اعلامو گزارش دربارهٔ اثربخشی ۹۵٪ در ۱۰ دسامبر ۲۰۲۰ منتشر شد. مکان(ها): آلمان، ایالات متحده مدت : ژوئیه ۲۰۲۰ – نوامبر ۲۰۲۰ | فاز I–II ‏(۴۵) پادتن‌های جی قوی بسیار چسبنده به آربی‌دی و آنتی‌بادی خنثی کننده ۷ روز پس از یک دوز یادآور به اوج خود رسیدند، پاسخ مقاوم لنفوسیت تی CD4+ و CD8+ , ماندگاری نامشخص. مدت : مه ۲۰۲۰ – | اضطراری (۲۲) - آلبانی - آرژانتین - بحرین - کانادا - شیلی - کلمبیا - کوستا ریکا - اکوادور - عراق - اسرائیل - اردن - کویت - مکزیک - عمان - پاناما - فیلیپین - قطر - سنگاپور - امارات عربی متحده - بریتانیا - US - سازمان جهانی بهداشت کامل (۱۰) - Australia - EU - Faroe Islands - Greenland - Iceland - Malaysia - Norway - Saudi Arabia - Serbia - Switzerland |
| واکسن کووید-۱۹ مدرنا مدرنا، مؤسسه ملی آلرژی و بیماری‌های عفونی، BARDA, CEPI                                            | واکسن ریبونوکلئیک اسید (modRNA قرار گرفته به صورت کپسول در ریزذره‌های لیپیدی)         | فاز III ‏(۳۰٬۰۰۰) مداخله ای؛ مطالعه تصادفی، کنترل شده با پلاسیبو برای تضمین اثربخشی، ایمنی و ایمنی زایی انجام شده. نتایج مثبت از یک آزمایش موقت در ۱۵ نوامبر ۲۰۲۰ اعلام شد و در ۳۰ دسامبر ۲۰۲۰ اثربخشی کل ۹۴٫۱٪ اعلام شد. مکان(ها): ایالات متحده مدت : ژوئیه 2020 – اکتبر ۲۰۲۲ | فاز I–II ‏(۷۲۰) Dose-dependent neutralizing antibody response on two-dose schedule; undetermined durability. مکان(ها): ایالات متحده مدت : مارس 2020 – نوامبر ۲۰۲۱                             | اضطراری (۶) - Canada - Israel - Saudi Arabia - Switzerland - UK - US کامل (۵) - EU - Faroe Islands - Greenland - Iceland - Norway |
| ای‌زددی۱۲۲۲ دانشگاه آکسفورد، آسترازنکا، CEPI                                                                           | واکسن vector آدنوویروس (اصلاح شامپانزه معمولی وکتور آدنوویروس شامپانزه شده، ChAdOx1) | فاز III ‏(۳۰۰۰۰) مداخله‌ای؛ کارآزمایی تصادفی کنترل‌شده برای اثربخشی، ایمنی زایی و ایمنی. نتایج یک تحلیل موقت از چهار آزمایش در جریان در ۲۳ نوامبر ۲۰۲۰ اعلام و در ۸ دسامبر ۲۰۲۰ منتشر شد. اثربخشی کل ۷۰٪ بود، و از ۶۲٪ تا ۹۰٪ در دزهای مختلف متغیر بود مکان(ها): برزیل (۵٬۰۰۰), United Kingdom, India مدت : May 2020 – Aug 2021 | فاز I–II ‏(۵۴۳) Spike-specific antibodies at day 28; neutralizing antibodies پس از یک دوز یادآور at day 56.                                                                                   | اضطراری (۱۸) - آرژانتین - بحرین - Bangladesh - برزیل - جمهوری دومینیکن - اکوادور - El Salvador - Hungary - India - Iraq - Mexico - Myanmar - Nepal - Pakistan - Saudi Arabia - Sri Lanka - تایلند - UK کامل (۰) - هنوز ندارد |
| اسپوتنیک ۵ (Спутник V) مرکز ملی تحقیقات اپیدمیولوژی و میکروبیولوژی گامالیا                                            | واکسن وکتوری آدنوویروس                                                               | فاز III ‏(۴۰,۰۰۰) آزمایش تصادفی، کور مضاعف، کنترل شده با پلاسیبو به منظور ارزیابی اثربخشی، ایمنی زایی و ایمنی. تحلیل موقت از آزمایش‌ها منتشر شده در لنست, اثربخشی ۹۱٫۶٪ای بدون اثرات جانبی نامعمول را نشان می‌دهد. مکان(ها): روسیه، بلاروس، هند، ونزوئلا، امارات مدت : اوت ۲۰۲۰ – مه ۲۰۲۱ | فاز I–II ‏(۷۶) پاسخ‌های آنتی‌بادی خنثی‌کننده و لنفوسیت تی. مکان(ها): روسیه مدت : ژوئن 2020 – سپتامبر ۲۰۲۰                                                                                        | اضطراری (۱۵) - الجزایر - Argentina - بلاروس - بولیوی - گینه - مجارستان - ایران - پاکستان - فلسطین - پاراگوئه - روسیه - صربستان - ترکمنستان - امارات - ونزوئلا کامل (۰) - هنوز ندارد |
| بی‌بی‌آی‌بی‌پی-کروی گروه دارویی ملی چین: Beijing Institute of Biological Products, Wuhan Institute of Biological Products | واکسن کروناویروس سندرم شدید حاد تنفسی ۲ غیرفعال شده (vero cell)                      | فاز III ‏(۴۸٬۰۰۰) Randomized, double-blind, parallel placebo-controlled, to evaluate safety and protective efficacy. Sinopharm's internal analysis indicated a 79% efficacy. مکان(ها): United Arab Emirates, Bahrain, Jordan, Argentina, Morocco, Peru مدت : ژوئیه 2020 – Jul ۲۰۲۱ | فاز I–II ‏(۳۲۰) Neutralizing antibodies at day 14 after 2 injections مکان(ها): چین مدت : Apr 2020 – ژوئن ۲۰۲۰                                                                                 | اضطراری (7) - Egypt - Jordan - Iraq - Morocco - Pakistan - Serbia Iran کامل (۳) - Bahrain - China - United Arab Emirates |
| کروناواک Sinovac | غیرفعال شده کروناویروس سندرم شدید حاد تنفسی ۲ vaccine                                | فاز III ‏(۳۳,۶۲۰) Double-blind, randomized, placebo-controlled to evaluate efficacy and safety. Positive results from an interim analysis of a small sample were announced by ترکیه on 24 December 2020, with an efficacy of 91%. Additional results were announced by اندونزی on 11 January, with an overall efficacy of 65.3%. The vaccine was 50.4% effective at preventing symptomatic infections in a Brazilian trial. مکان(ها): Brazil (15,000); Chile (3,000); Indonesia (1,620); Turkey (13,000) مدت : ژوئیه 2020 – Oct 2021 in Brazil; اوت ۲۰۲۰ – Jan 2021 in Indonesia | فاز II ‏(۶۰۰) Immunogenicity eliciting 92% seroconversion at lower dose and 98% at higher dose after 14 days مکان(ها): چین مدت : May 2020 –                                                   | اضطراری (6) - Bolivia - Brazil - China (early) - Chile - Indonesia - Turkey کامل (۰) - None yet |
| Ad5-nCoV (Convidicea) CanSino Biologics, Beijing Institute of Biotechnology of Academy of Military Medical Sciences   | آدنوویروس vector vaccine (واکسن adenovirus سروتیپ 5 vector)                          | فاز III ‏(۴۰,۰۰۰) Global multi-center, randomized, double-blind, placebo-controlled to evaluate efficacy, safety and immunogenicity. مکان(ها): China, Argentina, Chile, Mexico, Pakistan, Russia, Saudi Arabia مدت : Mar. – Dec. 2020, China; Sep. 2020 – Dec. 2021, Pakistan; Sep. 2020 – Nov. 2020, Russia | فاز II ‏(۵۰۸) Neutralizing antibody and لنفوسیت تی responses | اضطراری (۱) - China (early) کامل (۰) - None yet |
| EpiVacCorona Vector                                                                                                   | Peptide vaccine                                                                      | فاز III ‏(۴۰,۰۰۰) Randomized double-blind, placebo-controlled to evaluate efficacy, immunogenicity, and safety مکان(ها): Russia مدت : نوامبر ۲۰۲۰ – دسامبر ۲۰۲۱ | فاز I–II ‏(۱۰۰) Simple, blind, placebo-controlled, randomized study of safety, reactogenicity and immunogenicity مکان(ها): Russia مدت : ژوئیه 2020 – Sep 2020                                 | اضطراری (۱) - Russia کامل (۰) - None yet |
| بی‌بی‌وی۱۵۲ (Covaxin) بهارات بیوتک، Indian Council of Medical Research                                                  | کروناویروس سندرم شدید حاد تنفسی ۲ vaccine                                            | فاز III ‏(۲۵٬۸۰۰) Randomised, observer-blinded, placebo-controlled مکان(ها): India مدت : نوامبر 2020 – مارس ۲۰۲۱ | فاز I ‏(۳۷۵) Dose-dependent neutralizing antibody response on two-dose schedule. Pending Phase II reports.                                                                                    | اضطراری (۱) - India (monitored) کامل (۰) - None yet |
| SpikoGen COVID-19 Vaccine                                                                                             | واکسن نوترکیب                                                                        | A Phase III, Randomized, Two-armed, Double-blind, Placebo-controlled Trial to Evaluate the Efficacy and Safety of an Adjuvanted Recombinant SARS-CoV-2 Spike (S) Protein Subunit Vaccine Candidate (SpikoGen) | | |

### واکسن‌های کاندید
| واکسن‌های کاندید، توسعه دهنده‌ها، و حامیان | فناوری                                                                                        | فاز فعلی (شرکت کنندگان) طراحی | فاز تکمیل شده (شرکت کنندگان) پاسخ ایمنی | جواز در حال انتظار |
| --- | --------------------------------------------------------------------------------------------- | --- | --- | ------------------ |
| Ad26.COV2.S جانسن فارماسیوتیکا (جانسون و جانسون), BIDMC                                                                                         | آدنوویروس وکتور واکسن (adenovirus serotype 26)                                                | فاز III ‏(۴۰,۰۰۰) Randomized, double-blinded, placebo-controlled مکان(ها): ایالات متحده، Argentina, Brazil, Chile, Colombia, Mexico, Peru, the Philippines, South Africa and Ukraine مدت : Jul 2020 – 2023                                                                       | فاز I–II ‏(۱٬۰۴۵) Neutralizing-antibody titers against wild-type virus were detected in 90% or more of all participants on day 29 after the first vaccine dose and reached 100% by day 57 with a further increase in titers, regardless of vaccine dose or age group. Titers remained stable until at least day 71. |                    |
| NVX-CoV2373 Novavax, CEPI | Subunit vaccine (کروناویروس سندرم شدید حاد تنفسی ۲ واکسن spike protein نانوذره with adjuvant) | فاز III ‏(۴۵٬۰۰۰) Randomised, observer-blinded, placebo-controlled trial مکان(ها): UK (15,000); US, Mexico (30,000) مدت : Sep 2020 – Jan 2021 (UK); Dec 2020 – Mar 2021 (US, Mexico)                                                                                             | فاز I–II ‏(۱۳۱) پادتن جی and neutralizing antibody response with adjuvant after دوز یادآور. |                    |
| ZF2001 (RBD-Dimer) Anhui Zhifei Longcom Biopharmaceutical Co. Ltd.                                                                              | Subunit vaccine (واکسن)                                                                       | فاز III ‏(۲۹٬۰۰۰) Randomized, double-blind, placebo-controlled مکان(ها): چین، Ecuador, Indonesia, Malaysia, Pakistan, Uzbekistan مدت : Dec 2020 – Apr 2022 | فاز II ‏(۹۰۰) مداخله ای؛ randomized, double-blind, placebo-controlled مکان(ها): چونگ‌کینگ مدت : Jun 2020 – Sep 2021 |                    |
| Zorecimeran (CVnCoV) CureVac, CEPI | واکسن ریبونوکلئیک اسید (unmodified RNA)                                                       | فاز III ‏(۳۶٬۵۰۰) Phase 2b/3: Multicenter efficacy and safety trial in adults مکان(ها): Argentina, Belgium, Colombia, Dominican Republic, France, آلمان، Mexico, Netherlands, Panama, Peru, Spain مدت : Nov 2020 – ?                                                             | فاز I–II ‏(۹۴۴) Phase 1 (284): Partially blind, controlled, dose-escalation to evaluate safety, reactogenicity and immunogenicity. Phase 2a (660):Partially observer-blind, multicenter, controlled, dose-confirmation. مکان(ها): Belgium (P1), آلمان (P1), Panama (2a), Peru (2a) مدت : Jun 2020 – Oct 2021        |                    |
| ZyCoV-D Cadila Healthcare | DNA vaccine (پلاسمید expressing کروناویروس سندرم شدید حاد تنفسی ۲ S protein)                  | فاز III ‏(۲۶٬۰۰۰) مکان(ها): India مدت : Jan 2021 – ? | فاز I–II ‏(۱٬۰۰۰) مداخله ای؛ randomized, double-blind, placebo-controlled مکان(ها): India مدت : Jul 2020 – Jan 2021 |                    |
| CoVLP Medicago, گلاکسواسمیت‌کلاین | ذرات شبه‌ویروسs (واکسن، plant-based with AS03)                                                 | فاز II–III ‏(۳۰٬۶۱۲) Event-driven, randomized, observer blinded, placebo-controlled مکان(ها): Canada مدت : Nov 2020 – آوریل ۲۰۲۲ | فاز I ‏(۱۸۰) Neutralizing antibodies at day 42 after the first injection (day 21 after the second injection) were at levels 10x that of COVID-19 survivors. |                    |
| IIBR-100 (Brilife) The Israel Institute for Biological research                                                                                 | Vesicular stomatitis vector vaccine (واکسن)                                                   | فاز II ‏(۱٬۰۰۰) مکان(ها): Israel مدت : Dec 2020 – spring 2021 | فاز I ‏(۸۰) Subjects (18-55 years old) randomly receiving a single administration of IIBR-100 at the low, mid, or high dose, or saline, or two administrations at a low dose, or saline, 28 days apart. مکان(ها): Israel مدت : Oct – Nov 2020                                                                       |                    |
| FINLAY-FR-2 (SOBERANA 02) Instituto Finlay de Vacunas                                                                                           | Conjugate vaccine                                                                             | فاز II ‏(۹۱۰) Allocation: Randomized controlled trial. Masking: Double Blind. Control group: Placebo. Study design: Parallel. مکان(ها): Cuba مدت : Jan – مارس ۲۰۲۱ | فاز I ‏(۴۰) Allocation: Non-randomized controlled trial. Masking: Open. Control group: Uncontrolled. Study design: Adaptive, sequential مکان(ها): Cuba مدت : نوامبر ۲۰۲۰ – ژانویه ۲۰۲۱ |                    |
| INO-4800 Inovio, CEPI, Korea National Institute of Health, International Vaccine Institute                                                      | DNA vaccine (plasmid delivered by الکتروپوراسیون)                                             | فاز I–II ‏(۴۰) مکان(ها): ایالات متحده، South Korea مدت : Apr–Nov 2020 | پیشاکلینیکی Pending Phase I report. |                    |
| Unnamed Chinese Academy of Medical Sciences | غیرفعال شده کروناویروس سندرم شدید حاد تنفسی ۲ vaccine                                         | فاز I–II ‏(۹۴۲) Randomized, double-blinded, single-center, placebo-controlled مکان(ها): چنگدو مدت : Jun 2020 – Sep 2021 | پیشاکلینیکی |                    |
| AG0301-COVID‑19 AnGes Inc. , AMED | DNA vaccine (plasmid)                                                                         | فاز I–II ‏(۳۰) Non-randomized, single-center, two doses مکان(ها): اوساکا مدت : Jun 2020 – Jul 2021 | پیشاکلینیکی |                    |
| Lunar-COV19/ARCT-021 Arcturus Therapeutics | واکسن ریبونوکلئیک اسید                                                                        | فاز I–II ‏(۹۲) Randomized, double-blinded مکان(ها): Singapore مدت : Aug 2020 – ? | پیشاکلینیکی |                    |
| VLA2001 Valneva | غیرفعال شده کروناویروس سندرم شدید حاد تنفسی ۲ واکسن                                           | فاز I–II ‏(۱۵۰) Randomized, multi-center, double-blinded مکان(ها): United Kingdom مدت : Dec 2020 – Feb 2021 | پیشاکلینیکی |                    |
| COVID‑19/aAPC Shenzhen Genoimmune Medical Institute                                                                                             | Lentiviral vector vaccine (with minigene modifying aAPCs)                                     | فاز I ‏(۱۰۰) مکان(ها): شنژن مدت : مارس 2020 – ۲۰۲۳ | پیشاکلینیکی |                    |
| LV-SMENP-DC Shenzhen Genoimmune Medical Institute                                                                                               | Lentiviral vector vaccine (with minigene modifying سلول‌های دندریتیک)                          | فاز I ‏(۱۰۰) مکان(ها): شنژن مدت : مارس 2020 – ۲۰۲۳ | پیشاکلینیکی |                    |
| LNP-nCoVsaRNA شورای تحقیقات پزشکی (انگلستان) clinical trials unit در امپریال کالج لندن                                                          | واکسن ریبونوکلئیک اسید                                                                        | فاز I ‏(۱۰۵) Randomized trial, with dose escalation study (15) and expanded safety study (at least 200) مکان(ها): United Kingdom مدت : Jun 2020 – Jul 2021 | پیشاکلینیکی |                    |
| GRAd-COV2 ReiThera, Lazzaro Spallanzani National Institute for Infectious Diseases                                                              | آدنوویروس vector vaccine (modified شامپانزه معمولی adenovirus vector, GRAd)                   | فاز I ‏(۹۰) Subjects (two groups: 18-55 and 65-85 years old) randomly receiving one of three escalating doses of GRAd-COV2 or a placebo, then monitored over a 24-week period. 92.5% of subjects who received GRAd-COV2 developed anti-bodies. مکان(ها): رم مدت : Aug – Dec 2020 | پیشاکلینیکی |                    |
| GX-19 Genexine consortium, International Vaccine Institute                                                                                      | DNA vaccine                                                                                   | فاز I ‏(۴۰) مکان(ها): سئول مدت : Jun 2020 – Jun 2022 | پیشاکلینیکی |                    |
| SCB-2019 Clover Biopharmaceuticals, گلاکسواسمیت‌کلاین، CEPI                                                                                      | Subunit vaccine (Spike protein trimeric subunit with AS03)                                    | فاز I ‏(۱۵۰) مکان(ها): پرت (استرالیا) مدت : Jun 2020 – Mar 2021 | پیشاکلینیکی |                    |
| COVAX-19 Vaxine Pty Ltd | Subunit vaccine (واکسن پروتئین)                                                               | فاز I ‏(۴۰) مکان(ها): آدلاید مدت : Jun 2020 – Jul 2021 | پیشاکلینیکی |                    |
| Unnamed PLA Academy of Military Science, Walvax Biotech                                                                                         | واکسن ریبونوکلئیک اسید                                                                        | فاز I ‏(۱۶۸) مکان(ها): چین مدت : Jun 2020 – Dec 2021 | پیشاکلینیکی |                    |
| HGC019 Gennova Biopharmaceuticals, HDT Biotech Corporation                                                                                      | واکسن ریبونوکلئیک اسید                                                                        | فاز I ‏(۱۲۰) مکان(ها): هند مدت : Jan 2021 – | پیشاکلینیکی |                    |
| Bangavax Globe Biotech Ltd of Bangladesh | واکسن ریبونوکلئیک اسید                                                                        | فاز I ‏(۱۰۰) Randomized, Parallel Group Trial مکان(ها): Bangladesh مدت : Feb 2021 – Feb 2022 | پیشاکلینیکی |                    |
| Unnamed Biological E. Limited, کالج پزشکی بیلور                                                                                                 | غیرفعال شده کروناویروس سندرم شدید حاد تنفسی ۲ vaccine (using an antigen)                      | فاز I–II ‏(۳۶۰) Randomized, Parallel Group Trial مکان(ها): India مدت : Nov 2020 – Feb 2021 | پیشاکلینیکی |                    |
| Nano Covax Nanogen Pharmaceutical Biotechnology JSC                                                                                             | واکسن spike protein                                                                           | فاز I ‏(۶۰) مکان(ها): ویتنام مدت : Dec 2020 – Jan 2021 | پیشاکلینیکی Tested on mice, hamsters, and monkeys. Approved for human clinical trials by the Vietnam Ministry of Health. |                    |
| PTX-COVID19-B Providence Therapeutics | واکسن ریبونوکلئیک اسید                                                                        | فاز I ‏(۶۰) مکان(ها): کانادا مدت : Jan 2021 – May 2021 | پیشاکلینیکی |                    |
| SARS-CoV-2 Sclamp/V451 دانشگاه کوئینزلند، Syneos Health, CEPI, Seqirus                                                                          | Subunit vaccine (molecular clamp stabilized spike protein with MF59)                          | ? ‏(۱۲۰) Randomised, double-blind, placebo-controlled, dose-ranging. False positive HIV test found among participants. مکان(ها): بریزبن مدت : Jul–Oct 2020 | |                    |
| V590 and V591/MV-SARS-CoV-2 مرک اند کو. (Themis BIOscience), انستیتو پاستور، University of Pittsburgh’s Center for Vaccine Research (CVR), CEPI |                                                                                               | Terminated | |                    |

1. ↑  جدیدترین فازی که نتایجش منتشر شده.
2. 1 2  جواز آمریکا همچنین کشورهای دارای حاکمیت ملی در پیمان اتحادیه آزاد را شامل می‌شود: پالائو، جزایر مارشال، و ایالات فدرال میکرونزی.[۵۴][۵۵]
3. ↑  مؤسسه سرم هند آن را برای ChAdOx1  nCoV-19هند[۹۶] و دیگر کشورهای کم درآمد خواهد ساخت.[۹۷]
4. ↑  Oxford name: ChAdOx1 nCoV-19. Manufacturing in Brazil to be carried out by Oswaldo Cruz Foundation.[۹۸]
5. ↑  Latest Phase with published results.
6. ↑  Virus-like particles grown in نیکوتیان[۲۱۹]
7. ↑  South Korean Phase I–II in parallel with Phase I in the US